# Euhyposmocoma ekaha
Euhyposmocoma ekaha är en fjärilsart som beskrevs av Otto Herman Swezey 1910. Euhyposmocoma ekaha ingår i släktet Euhyposmocoma och familjen fransmalar. Inga underarter finns listade i Catalogue of Life.